# Оберрот
Оберрот (нем. Oberroth) — община в Германии, в земле Бавария. 
Расположен на реке Рот. Подчиняется административному округу Швабия. Входит в состав района Ной-Ульм. Подчиняется управлению Бух.  Население составляет 837 человек (на 31 декабря 2010 года). Занимает площадь 9,95 км².